# Stopnica (gmina w województwie kieleckim)
Stopnica – dawna gmina wiejska istniejąca w latach 191?-1954 w woj. kieleckim. Siedzibą władz gminy była Stopnica (do 1870 odrębna gmina miejska).
Za Królestwa Polskiego gmina Stopnica – o obszarze zbliżonym do współczesnej gminy Stopnica – należała do powiatu stopnickiego w guberni kieleckiej. 13 stycznia 1870 do gminy przyłączono pozbawioną praw miejskich Stopnicę, która przekształcono w osadę miejską.
W 1915 roku austriackie władze okupacyjne wprowadziły administrację cywilną i wypdrębniły Stopnicę z wiejskiej gminy Stopnica, nadając jej status miasta, liczącego w 1916 roku 4544 mieszkańców; z pozostałej części gminy Stopnica utworzono nową gminę Wolica (5805 mieszkańców w 1916 roku). Władze polskie nie uznały jednak Stopnicy za miasto w 1919 roku, a ponieważ Stopnica nie wróciła do kategorii osad, nadal rządząc się ustawą okupacyjną, stała jednostką o nieuregulowanym statusie. Np. w wykazie podziału administracyjnego GUS-u z 1923 roku (stan na 1 stycznia) Stopnica nie jest zaliczona do miast, tworząc formalnie gminę wiejską w granicach dawnego miasta.
Za II RP gmina Stopnica należała do powiatu stopnickiego w woj. kieleckim. 1 kwietnia 1939 gmina otrzymała status gminy wiejskiej o miejskich uprawnieniach finansowych.
Po wojnie jednostka zachowała przynależność administracyjną. 12 marca 1948 roku zmieniono nazwę powiatu stopnickiego na buski. Według stanu z dnia 1 lipca 1952 gmina składała się nadal z samej siedziby i przez to nie była podzielona na gromady. Jednostka została zniesiona 29 września 1954 roku wraz z reformą wprowadzającą gromady w miejsce gmin. Po reaktywowaniu gmin z dniem 1 stycznia 1973 roku utworzono gminę Stopnica w powiecie buskim w tymże województwie z obszaru dawnych gmin Stopnica i Wolica.